# NGC 7695
NGC 7695 (другие обозначения — PGC 71726, MK 931, NPM1G -02.0521, IRAS23306-0259) — линзообразная галактика (S0) в созвездии Рыбы.
Этот объект входит в число перечисленных в оригинальной редакции «Нового общего каталога».